# Слепков, Александр Николаевич
Алекса́ндр Никола́евич Слепко́в (20 августа 1899, Рязань — 26 мая 1937, Москва) — советский политик, партийный деятель, журналист, историк, участник «правой оппозиции».

## Биография
Родился в Рязани в семье учителя. Отец, Николай Васильевич, — сын крестьянина Касимовского уезда Рязанской губернии, учитель, впоследствии пчеловод. В личном деле (ГАРФ/ЦГАОР, за 1919 год) годом рождения указан 1900, а местом рождения г. Люцин Витебской губернии (ныне Лудза Лудзенского края, Латвия). В детстве переезжал с семьей с места на место (Рязань, станция Вознесенская, Кубанская область, Минск, Рязань). В 1918 г. окончил 8 классов гимназии в Рязани и начал преподавать русский язык и историю в мужском и женском высших начальных училищах в Люцине Витебской губернии, где отец работал заведующим секцией просвещения местного Совета. В августе 1918 г. был арестован вместе с отцом германскими оккупационными властями по обвинению в «организации преступно-революционного сообщества для свержения немецкого и русского оккупационного управления», заключён в тюрьму. Через три месяца был освобожден из тюрьмы по постановлению совета солдатских немецких депутатов в связи с революцией в Германии. В конце 1918 г. принят сочувствующим в РКП(б), член Люцинского Центра производственных союзов, исполкома Люцинского уездного Совета, комиссар юстиции, заведующий отделом юстиции Люцинского совдепа; председатель следственной комиссии, член Люцинского революционного трибунала; исполняющий обязанности заведующего уездным отделом народного образования. Член РКП(б) с 29 января 1919 г. В январе-мае 1919 г. — член Комитета партийных комитетов Латвии (личное дело ГАРФ/ЦГАОР). Затем студент Витебского педагогического института, делегат Всероссийского съезда учителей-интернационалистов. В марте-июне 1919 г. редактор уездной газеты «Люцинская правда», член уездного комитета РКП(б). Затем по постановлению укома РКП(б) командирован на учёбу в Москву, в Центральную школу советской и партийной работы при ВЦИК (преобразованную в Коммунистический университет имени Я. М. Свердлова).
Окончил Коммунистический университет имени Я. М. Свердлова (1921) и историческое отделение Института красной профессуры (1924—1926). Попутно работал в районном совнархозе, а также лектором. С 1920 г. преподавал в Коммунистическом университете и других вузах, вел занятия по русскому языку, истории, политэкономии, научному социализму. В марте 1921 г. — участник подавления Кронштадтского мятежа. В январе 1924 г. был избран членом московского комитета РКП(б) «от ИКП».
В 1924—1925 гг. — личный секретарь Н. И. Бухарина. Последователь Н. И. Бухарина, входил в так называемую «школу Бухарина», причислялся к бухаринским «красным профессорам». За свои идеи критиковался Левой оппозицией. В частности, Г. Е. Зиновьев отзывался об идеях Слепкова как ведущих "Советскую власть с её пролетарского пути на путь Устряловых и Милюковых". В 1924—1925 гг. — член редакционной коллегии журнала «Спутник коммуниста», участник организации журнала «Большевик», сотрудник журнала «Молодая гвардия». С апреля 1925 г. — член редакционной коллегии «Всесоюзной комсомольской газеты». С мая по 19.11.1925 г. — первый ответственный редактор газеты «Комсомольская правда». В 1926—1927 гг. — ответственный инструктор агитационно-пропагандистского отдела ЦК ВКП(б) и заведующий агитпропом Исполкома Коминтерна, до июля 1928 г. — член редколлегии журнала «Большевик». С 12.1926 по 01.1927 — в командировке в Германии. В 1927 г. делегат 15 съезда ВКП(б), критиковал троцкистов и «левых» оппозиционеров, идею сверхиндустриализации:
Индустриализацию страны оппозиция предлагает осуществлять не на основе рабоче-крестьянского блока, а на основе растущего нажима пролетарского государства на крестьянство — повышения налогового обложения крестьянства, повышения оптовых и розничных цен на продукты промышленности. Линия ярких представителей объединенной оппозиции — эта политика усиленной перекачки средств из крестьянства — перспектива, которая теоретически оформилась в последних выступлениях Преображенского, давшего дополнительное обоснование своего «закона первоначального социалистического накопления». Так хочет «исправить» классовую линию пролетарского государства оппозиция. Но ведь эта линия, не имеющая ничего общего с ленинизмом, уже была преодолена и отброшена партией еще во время дискуссии с троцкизмом. Ее антипартийный, антипролетарский характер ясен теперь всякому сколько-нибудь сознательному партийцу.
В ходе начавшихся гонений на «правую» оппозицию (бухаринскую) в мае 1928 года переведён в Самару, в Средневолжский крайком ВКП(б) членом оргбюро и заведующим агитационно-пропагандистским отделом (объединённым отделом агитации, пропаганды и печати), был членом бюро, кандидатом в члены Секретариата СВ обкома ВКП(б). На апрельском 1929 г. пленуме ЦК и ЦКК ВКП (б) был подвергнут резкой критике. Сталин заявил: «Тов. Бухарин говорил здесь, что марксисты не должны терпеть в своей литературе слово „дань“. О каких это марксистах он говорил? Если он имел в виду таких, с позволения сказать, марксистов, как Слепков, Марецкий, Петровский, Розит и т. д., которые смахивают скорее на либералов, чем на марксистов, то возмущение тов. Бухарина вполне понятно».
В августе-ноябре 1929 г. сотрудник, преподаватель Самарского сельскохозяйственного института (СХИ). 13 октября 1929 г. выступил на партийном собрании партколлектива института «в защиту Бухарина», выведен из состава бюро партийной ячейки СХИ и из состава СВ крайкома ВКП(б) «за антипартийное выступление». В октябре 1930 г. сотрудник Средневолжского Комвуза им. Ф. Э. Дзержинского (Самара). 21 октября 1930 года исключён из партии «за правооппортунистические ошибки». В марте 1931 г. был восстановлен в партии, работал профессором Саратовского пединститута и университета, в конце 1931 г. в Саратове вновь исключён из ВКП(б) за оппозиционную деятельность, а в феврале 1932 г. вновь восстановлен. Очевидно, активно занимался организацией обсуждения проблем страны, антисталинских дискуссий на частных квартирах. Был арестован 26 сентября 1932 г. В октябре 1932 г. исключён из партии «как правый оппортунист, ранее дважды исключавшийся из партии, содействовавший контрреволюционной группе распространением её литературы» (речь идет о группе Рютина — Иванова — Галкина).
Коллегией ОГПУ 11 октября 1932 г. был обвинен в принадлежности к группе Рютина и осуждён на три года ссылки в г. Тара Западно-Сибирского края. Практически сразу началось новое следствие с обвинением в создании отдельной группы. В своем заявлении в ЦКК ВКП(б) от 18 февраля 1933 г. Слепков признавал ее наличие, но писал: «В нашей группе не все одинаково виноваты перед партией: ряд лиц (я, Петровский, Марецкий) были, так сказать, коренниками (причем больше всех виноват я), ряд лиц (Александров, В. Слепков, Жиров, Астров) — менее активны, или более партийно настроены, а ряд привлеченных по нашему делу лиц (Гасперская, А. Астрова, Идельсон и др.) не принимали активного участия в группе. Я уверен, что в этом деле будет обеспечен дифференцированный подход и степень моей большей виновности не будет механически перенесена на других». Приговор вскоре был пересмотрен, Коллегией ОГПУ 16 апреля 1933 г. осуждён за личное «руководство контрреволюционной группой правых» на 5 лет ИТЛ. В передаче Е. М. Лобовой-Бурениной во время следования в тюрьму сказал ей: «Теперь такое время, если соберутся три товарища и поговорят искренне, то нужно каяться, что была организация, а если пять — то нужно каяться, что была конференция». В 1933—1936 гг. — заключённый Верхнеуральской тюрьмы НКВД (политизолятора). 17 декабря 1936 г. этапирован в Москву. Военной коллегией Верховного суда СССР приговорён за «принадлежность к антисоветской террористической организации» к высшей мере наказания. В тот же день, 26 мая 1937 г., расстрелян в Москве. Прах на Донском кладбище.
17 марта 1959 г. частично реабилитирован Военной Коллегией Верховного суда; полностью реабилитирован в июне 1988 г., восстановлен в партии КПК при ЦК КПСС 16 декабря 1988 г.

## Оценка научной деятельности
Тема научной работы в ИКП — «Реформы Петра Первого». Был автором трудов по политической истории и истории революционного движения. В современных научных работах по политической истории России начала XX века учитывается книга Слепкова «Классовые противоречия в 1-й Государственной думе» как существенный вклад в развитие исследований по этому предмету. В то же время современные исследователи отмечают, что этой работе свойственен схематизм в объяснении рассматриваемых явлений, обоснование сделанных выводов на недостаточной источниковой базе.

## Семья
- Брат — Василий. Репрессирован, убит. Реабилитирован.
- Брат — Владимир (1907, Рязань — 3 августа 1937, Москва), журналист, репрессирован, убит. Реабилитирован.
- Сестра — Анастасия (1901, Федотовка Рязанской губ. — 13 мая 1938, Куйбышев). Библиотекарь. Жена троцкиста Виктора Алексеевича Свиридова (1902—1936). Репрессирована, убита. Реабилитирована.
- Сестры — Софья (1905—1982), Евгения (1914—1967). Репрессированы.
- Жена — Галина Шалахова, репрессирована, погибла в заключении[11].
- Сын — Валентин Слепков, погиб в 1944 г. на фронте.

## Сочинения
- Классовые противоречия в 1-й Государственной думе. Пг.,1923.
- Аграрный вопрос перед революцией 1905—1907. [Харьков] : Пролетарий, 1925. 99, [2] с. : табл.
- Платформа оппозиционного ликвидаторства. М.; Л.: Гос. изд-во, 1926. 62 с.
- Оппозиционный неоменьшевизм : (О «новой» платформе). М.: Правда и Беднота, 1927. 36 с.
- Кронштадтский мятеж. (К седьмой годовщине). М.-Л., 1928.
- Астров В., Слепков А. Социал-демократия и революция. Очерки идеологии германской и австрийской социал-демократии. — М.—Л. : Московский рабочий, [1927]. — 213 с.